# Reclining Figure

Reclining Figur, 2023

Reclining Figure (deutsch Liegende Figur) ist eine Skulptur auf dem Gelände der Stanford University in Kalifornien.
Die Skulptur befindet sich auf dem Campus in einer Grünanlage am Knight Way, südwestlich des Arbuckle Dining Pavilion.
Die aus Bronze gegossene Skulptur wurde vom Bildhauer Willem de Kooning 1969 geschaffen. Sie ist Teil einer reihe ähnlicher Werke des Künstlers und wurde als Leihgabe der Kooning Foundation aufgestellt.